# Ulrike Mascher
Ulrike Mascher (* 24. Oktober 1938 in München) ist eine deutsche Politikerin (SPD).
Sie war von 1998 bis 2002 Parlamentarische Staatssekretärin beim Bundesminister für Arbeit und Sozialordnung. Von September 2008 bis Mai 2018 war sie die Präsidentin des Sozialverbands VdK Deutschland.

## Werdegang
Nach dem Abitur im Jahre 1957 in Stuttgart studierte Ulrike Mascher bis 1963 Rechtswissenschaft in Heidelberg, Berlin und München. Ab 1961 war sie als freiberufliche Regieassistentin tätig. Ab 1974 war sie Angestellte bei der Allianz Versicherungs AG, wo sie am Aufbau eines Studios für Schulungs- und Informationsmedien mitwirkte. 1974 wurde sie in den Betriebsrat gewählt und war von 1980 bis 1990 Vorsitzende des Betriebsrates. Von 1998 bis 2002 war sie Staatssekretärin bei Arbeitsminister Walter Riester, dabei war sie federführend an den Gesetzesvorlagen für die Riester-Rente beteiligt.
Seit 2003 engagiert sich Ulrike Mascher als gewähltes Mitglied im Landesvorstand des Sozialverbands VdK Bayern, der die Interessen von mehr als 500.000 Mitgliedern im Freistaat vertritt. Im Januar 2006 wurde sie als erste Frau zur Landesvorsitzenden des VdK Bayern gewählt und löste den Amtsvorgänger Horst Seehofer ab. Von Mai 2006 bis September 2008 war sie zudem Vize-Präsidentin des Sozialverbands VdK Deutschland.
Seit dem 30. September 2008 war sie Präsidentin des Sozialverbands VdK Deutschland. Ulrike Mascher trat beim VdK-Bundesverbandstag im Mai 2018 in Berlin nicht mehr an und empfahl persönlich Verena Bentele als ihre Nachfolgerin.
Sie ist zudem erste Vorsitzende des Fördervereins für Internationale Jugendbegegnung und Gedenkstättenarbeit in Dachau und war nach 2002 auch mehrere Jahre erste Vorsitzende der Georg-von-Vollmar-Akademie. Von 1987 bis 1992 war sie Vorsitzende des Vereins Archiv der Münchner Arbeiterbewegung.
Partei
Seit 1963 ist Ulrike Mascher Mitglied der SPD. Von 1993 bis 2007 gehörte sie dem Präsidium der SPD in Bayern an und war 1995 bis 2007 stellvertretende SPD-Landesvorsitzende in Bayern.
Abgeordnete
Von 1990 bis 2002 war sie Mitglied des Deutschen Bundestages. Hier war sie von 1994 bis 1998 Vorsitzende des Ausschusses für Arbeit und Sozialordnung. Ulrike Mascher ist stets als direkt gewählte Abgeordnete des Wahlkreises München-Mitte in den Bundestag eingezogen.
Öffentliche Ämter
Am 27. Oktober 1998 wurde sie als Parlamentarische Staatssekretärin beim Bundesminister für Arbeit und Sozialordnung in die von Bundeskanzler Gerhard Schröder geführte Bundesregierung berufen. Nach der Bundestagswahl 2002 schied sie am 22. Oktober 2002 aus dem Amt.

## Auszeichnungen
- Am 9. Juli 2009 wurde sie mit dem Bayerischen Verdienstorden ausgezeichnet.[14]